# Terlizzi
Pour les articles homonymes, voir Terlizzi (homonymie).
Terlizzi est une ville italienne située dans la ville métropolitaine de Bari, dans les Pouilles. Elle est dénommée « la città dei fiori » à cause de sa grande production de fleurs.

## Histoire
Terlizzi a appartenu à la famille des Grimaldi, princes de Monaco.

## Monuments et endroits d'intérêt
Au cœur de la ville, se dresse la Torre dell'orologio (Tour de l'horloge), un de ses principaux symboles. C'est le dernier vestige d'un ancien château érigé par les Normands vers 1075.
La co-cathédrale Saint-Michel-Archange, construite de 1783 à 1872, est de style néoclassique et présente une façade à colonnes ioniques sous un fronton à la grecque.

## Administration
| Période                                  | Période  | Identité         | Étiquette | Qualité |
| ---------------------------------------- | -------- | ---------------- | --------- | ------- |
| 27 mai 2003                              | En cours | Vincenzo di Tria |           |         |
| Les données manquantes sont à compléter. |          |                  |           |         |

### Hameaux
Sovereto

### Communes limitrophes
Bisceglie, Bitonto, Giovinazzo, Molfetta, Ruvo di Puglia

## Personnalités
- Michele de Napoli (1808-1892), peintre

- Antonio del Giudice, Prince de Cellamare, duc de Giovinazzo et seigneur de Terlizzi